# Adopt Me!
Adopt Me! — массовая многопользовательская ролевая онлайн-игра, разработанная компанией Uplift Games, одна из самых популярных игр на игровой платформе Roblox. На момент мая 2021 года игра занимала первое место по числу посещений на платформе Roblox. Первоначально игра фокусировалась на ролевой игре, в которой игроки притворялись либо родителями, усыновляющими ребёнка, либо детьми, получающими усыновление, но по мере дальнейшего развития игры её фокус сместился на усыновление и заботу о множестве различных виртуальных домашних животных, которыми можно торговать с другими игроками, а также в игре стало возможно украшать ваши дома. По состоянию на ноябрь 2024 года в игру сыграли более 35 миллиардов раз. Студия-разработчик Uplift Games насчитывает около 40 сотрудников и зарабатывает около 50 миллионов долларов в год, в основном за счет микротранзакций. По состоянию на июнь 2020 года, игра насчитывала в среднем 600000 онлайн-игроков, играющих одновременно.

## Геймплей
Adopt Me! вращается вокруг усыновления и ухода за множеством различных видов домашних животных, которые вылупляются из яиц. Домашние животные сгруппированы в 5 групп, основанных на редкости: обычные, необычные, редкие, ультра-редкие и легендарные. После вылупления домашние животные вырастают из своего начального статуса новорождённых, превращаясь в малышей, дошкольников, подростков, молодых и в конечном итоге становятся взрослыми. Если у игрока есть четыре питомца одного вида, прокачанных до уровня «взрослый», он может объединить их, чтобы создать «Неонового» питомца, а четыре полностью прокачанных неоновых питомца могут быть объединены в «Мега-неонового» питомца Покупки в игре происходят как и с виртуальной валютой Roblox так и собственной игровой валютой Adopt Me!,  называемой «Баксы». Баксы можно заработать, удовлетворяя потребности питомцев и детей, такие как еда, питьё, сон и другие.

## История
До 2018 года игра была исключительно об усыновлении детей. В 2019 для игры добавили функцию покупки питомцев, благодаря которой игра начала стремительно возрастать в популярности. По состоянию на декабрь 2019 года игра была сыграна чуть более трёх миллиардов раз. 1 апреля 2020 года Adopt Me! получил обновление, включавшее в себя pet rock, доступный в течение ограниченного времени. Это обновление привело к тому, что игра достигла 680 000 одновременных игроков, что привлекло внимание, поскольку это было в три раза больше, чем у конкурентов на Steam.
В начале мая 2020 года в Adopt Me! произошло мероприятие с участием персонажей франшизы «Скуби-Ду», которое было создано в сотрудничестве с Warner Brothers для продвижения фильма «Скуби Ду!». 24 мая игра получила «Обновление приключений», дополненное новым домом в пиратском стиле. Четыре дня спустя, 28 мая, в Adopt Me! началось месячное мероприятие Monkey Fairground, в котором шесть различных видов обезьян были доступны в качестве домашних животных. 3 октября 2020 года в игру вышло «Обновление динозавров», которое добавило двенадцать доисторических и вымерших животных в список питомцев. 28 октября 2020 года Adopt Me! началось мероприятие на Хэллоуин, которое продлилось две недели и включало в себя добавление нескольких новых домашних животных и новой временной внутриигровой валюты — Конфеты. 24 ноября 2020 года Adopt Me! добавила Robo Dog в список домашних животных. Robo Dog — это первый робот-питомец, который был добавлен в Adopt Me! 16 декабря 2020 года было выпущено «Зимнее обновление», в котором были добавлены новые домашние животные и несколько мини-игр. 2 февраля 2021 года было выпущено «Обновление Лунного Нового года», основанное на китайском Новом году, которое добавило новых домашних животных. Оно включает в себя нового «Льва-хранителя» и несколько различных типов Быков.

## Игроки

### Целевая аудитория
Рекорд по количеству одновременных игроков в Adopt Me — 1,92 миллиона пользователей. Около трети игроков Roblox играют на Xbox One в Adopt Me! Из-за наличия микротранзакций в игре и целевой аудитории игры, состоящей из маленьких детей, были случаи, когда дети тратили большие суммы денег на Adopt Me!, включая один конкретный инцидент, когда ребёнок из Австралии потратил на игру 8000 австралийских долларов (примерно 450000 рублей).

### Аферы
Из-за высокой стоимости домашних животных в игре, продающимися до 100 долларов США, большая субкультура мошенников поднялась внутри Adopt Me!. В качестве основной базы пользователей Adopt Me! будучи в среднем моложе остальных пользователей Roblox, они особенно подвержены обману со стороны мошенников. Один из наиболее распространённых способов, с помощью которых мошенники осуществляют свои операции, — это «тесты на доверие», в которых мошенник манипулирует игроком, чтобы заставить его доверить ему редкого питомца, а взамен мошенник ничего не дает, с обещанием вернуть питомца, которого ему доверили. Затем мошенник покидает игру с виртуальным предметом жертвы, оставив жертву без возможности получить его обратно. 5 ноября 2020 года Adopt Me! выпустила несколько новых функций, ориентированных на борьбу с мошенничеством, включая введение «торговых лицензий», которые необходимо заработать, прежде чем можно будет торговать питомцами ультра-редкой и легендарной редкости, количество домашних животных, которыми вы можете торговать, а также добавление истории трейдов и добавление уведомлений игроку, если игра обнаруживает несправедливую торговлю.
Игра получила в целом положительные отзывы критиков. Издание PCGamesN, в обзоре лучших, по их мнению, игр на Roblox, назвала эту игру «милой», положительно сравнив с серией Petz.